# Johanna Recktenwald
Johanna Recktenwald (* 11. Juni 2001 in St. Wendel) ist eine deutsche Para-Ski-nordisch-Sportlerin, die in den Disziplinen Para-Langlauf und Para-Biathlon antritt.

## Leben
Johanna Recktenwald ist durch eine Zapfen-Stäbchen-Dystrophie sehbeeinträchtigt und verfügt nur über eine geringe Sehkraft. Daher tritt sie bei Para-Wettbewerben in der Startklasse B2 an. Sie begann 2016 beim inklusiven Langlaufteam der Louis-Braille-Schule Lebach mit Langlauf und Biathlon. Seither startet sie für das Biathlon Team Saarland. 2020 legte sie ihr Abitur an der Gemeinschaftsschule Marpingen ab. Seit September 2020 gehört sie zur Trainingsgruppe am Olympiastützpunkt Freiburg, dort machte Johanna Recktenwald von 2020 bis 2021 ein Jahr beim Bundesfreiwilligendienst. Seit dem Wintersemester 2021/22 studiert sie Gesundheitspädagogik an der PH Freiburg.

## Karriere
2018 hatte Johanna Recktenwald ihr Weltcupdebüt. Ihr erster großer Erfolg war die Bronzemedaille bei der Nordischen Para-Weltmeisterschaft 2019 in Prince George in Kanada. 2022 nahm an den Winter-Paralympics in China teil. Aufgrund ihrer Sehbehinderung wurde sie durch Valentin Haag als Begleitläufer unterstützt. Dabei erreichte sie beim Para-Biathlon über 10 Kilometer und 12,5 Kilometer jeweils den 4. Platz und über 6 Kilometer den siebten Platz. Beim Skilanglaufsprint wurde sie Fünfte und in der Offenen Staffel achte. Bei den Nordische Skiweltmeisterschaften der Behinderten 2023 im schwedischen Östersund gewann sie gemeinsam mit ihrem Begleitläufer Lutz Klausmann die Silbermedaille im 12,5 km Biathlon und Bronze im Biathlon über 7,5 km und im Skilanglaufsprint. Im Mai 2023 wurde bekannt, dass Johanna Recktenwald künftig mit Pirmin Strecker als Begleitläufer an den Start gehen wird.
Vom 6. bis 10. März 2024 fand in Prince George (Kanada) die Para-Biathlon-Weltmeisterschaft 2024 statt. Johanna Recktenwald und Pirmin Strecker gewannen zwei Bronzemedaillen im Sprint und im Verfolgungsrennen. Bei der Para Biathlon-Weltmeisterschaft 2025 in Pokljuka, Slowenien, holte sie sich über 12,5 km gemeinsam mit Begleitläuferin Emily Weiß ihren ersten Weltmeistertitel, außerdem zweimal Silber im 7,5 km Sprint und in der Verfolgung.  